# Iglesia Evangélica Metodista

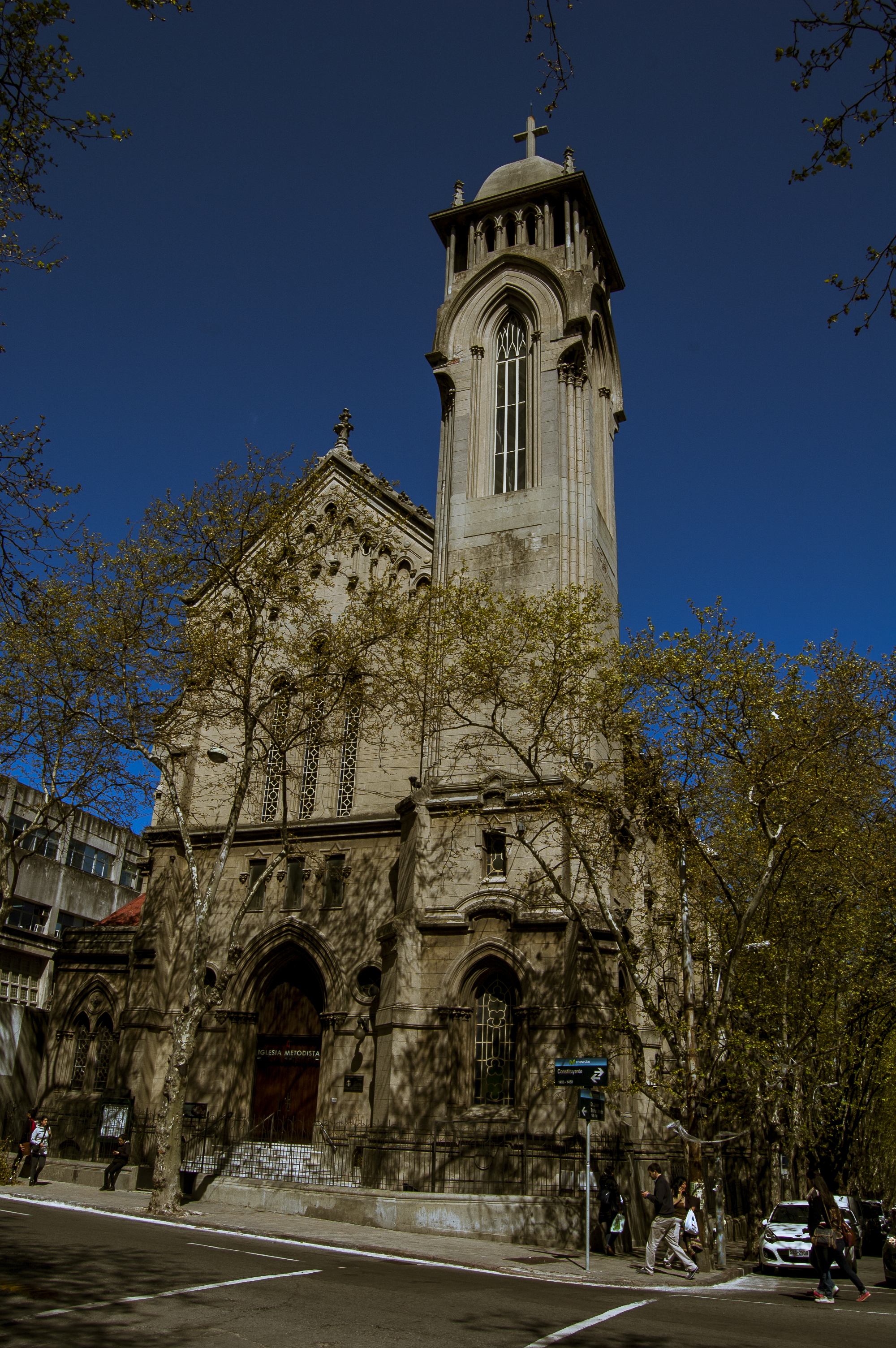
Iglesia Evangélica Metodista.

Die Iglesia Evangélica Metodista ist ein Bauwerk in der uruguayischen Landeshauptstadt Montevideo.
Das 1903 errichtete Kirchengebäude befindet sich im Barrio Cordón an der Calle Constituyente 1454, Ecke Dr. Javier Barrios Amorín. Für den Bau zeichnete Ingenieur Adolfo Shaw verantwortlich. Im Jahre 1989 fanden Umbauarbeiten unter der Leitung der Architekten E. Benech und T. Sprechmann statt. Die seit 1878 in Uruguay ansässige methodistische Kirche hat hier ihren Sitz.
Seit 2005 ist die Kirche als Monumento Histórico Nacional klassifiziert.